# RWBY
RWBY (pronunciado "Ruby") es una serie de animación estadounidense en formato e influencia del anime creada por Monty Oum para Rooster Teeth. Está ambientada en el mundo ficticio de Remnant, donde los jóvenes se entrenan para convertirse en guerreros y así proteger su mundo de monstruos llamados Grimm. 
El nombre RWBY se deriva de los nombres de los cuatro protagonistas principales: Ruby Rose, Weiss Schnee, Blake Belladonna y Yang Xiao Long, y sus respectivos colores temáticos (rojo, blanco, negro y amarillo).
Después de varios avances promocionales, el primer episodio se proyectó en la convención de Rooster Teeth, RTX, y se estrenó en su sitio web el 18 de julio de 2013. Los episodios posteriores se lanzaron semanalmente, primero para los suscriptores de Rooster Teeth y luego en YouTube una semana después. Tras la muerte de Oum en 2015, durante la producción de la tercera temporada (estilizada como volúmenes), hubo un cambio general en el programa de producción y lanzamiento de la serie. A pesar de la muerte de su creador, los demás miembros confirmaron su intención de continuar con la serie. Después del octavo volumen, la serie se trasladó a Crunchyroll, donde se estrenó el noveno volumen el 18 de febrero de 2023. El volumen 9 se estrenó en Crunchyroll el 18 de febrero de 2023. 
En marzo de 2024, con el anuncio del cierre de Rooster Teeth, se hicieron planes para vender los derechos de propiedad intelectual a RWBY, entre otras propiedades de Rooster Teeth. El 5 de julio de 2024, se anunció que Viz Media había adquirido la propiedad intelectual de RWBY.
Los primeros tres volúmenes de RWBY obtuvieron elogios, con algunos para su animación y banda sonora; se convirtió en un éxito viral instantáneo después de la emisión de su episodio piloto. La serie ha sido doblada al japonés y transmitida por Tokyo MX, en asociación con Warner Bros. Japan, y ha generado varios medios derivados como los videojuegos RWBY: Grimm Eclipse y RWBY: Arrowfell, la serie animada RWBY: Chibi en 2016 y un anime japonés titulado RWBY: Ice Queendom en 2022.

## Argumento

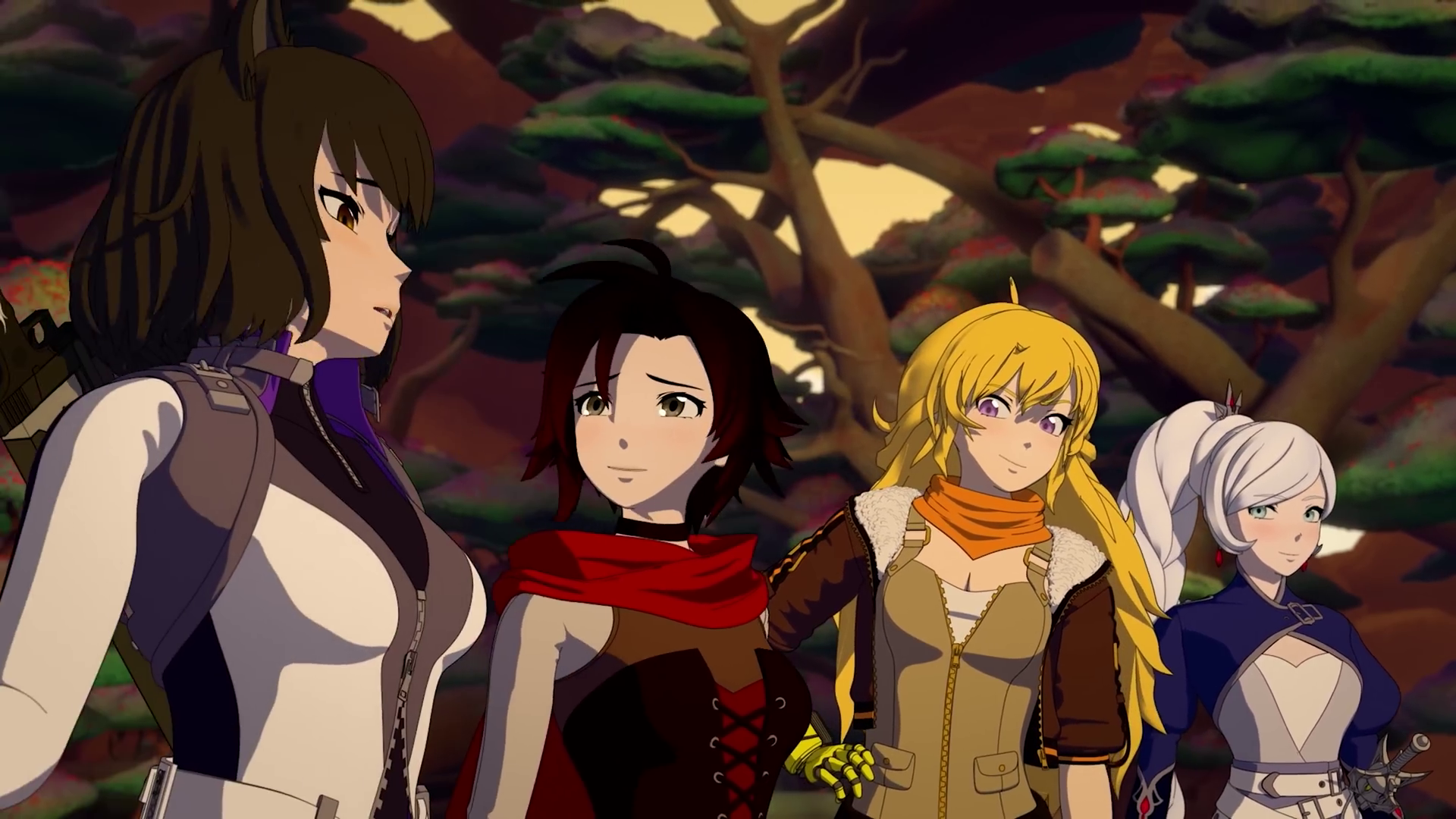
El equipo RWBY en la temporada 9.

Al mundo de Remnant lo invaden fuerzas sobrenaturales y seres oscuros llamados "criaturas de Grimm". Previo a los eventos de la historia, la humanidad se enzarzó en una guerra para sobrevivir a los Grimm antes de descubrir un elemento misterioso al que llamaron "el polvo", el cual ayudó a la humanidad a combatir a los monstruos. En la actualidad, la gente usa el polvo combinándolo con armas o con su propio cuerpo, otorgando a una persona habilidades mágicas. Aquellos que luchan contra los Grimm son llamados cazadores. Las protagonistas, cada una con sus propias armas y habilidades, forman el equipo RWBY dentro de la Academia Beacon, que entrena a los jóvenes a partir de 17 años para formarlos como cazadores, guerreros cuyo propósito es proteger a los habitantes de la ciudad de Vale y de todo Remnant.

## Volúmenes
| Volumen | Episodios | Fecha de emisión                              |
| ------- | --------- | --------------------------------------------- |
| 1       | 16        | 18 de julio de 2013 – 7 de noviembre de 2013  |
| 2       | 12        | 24 de julio de 2014 – 30 de octubre de 2014   |
| 3       | 12        | 24 de octubre de 2015 – 13 de febrero de 2016 |
| 4       | 12        | 22 de octubre de 2016 – 4 de febrero de 2017  |
| 5       | 14        | 14 de octubre de 2017 – 20 de enero de 2018   |
| 6       | 13        | 17 de agosto de 2018 – 26 de enero de 2019    |
| 7       | 13        | 2 de noviembre de 2019 – 1 de febrero de 2020 |
| 8       | 14        | 7 de noviembre de 2020 - 4 de abril de 2021   |
| 9       | 10        | 18 de febrero de 2023 – 22 de abril de 2023   |

### Trama del primer volumen
Un nuevo año y por lo tanto nuevos estudiantes llegan a la academia de Beacon. Ruby Rose ha conseguido acceder a la academia aunque ella tenga solo 15 años gracias a su talento. Además, Ruby viaja con su hermana Yang. Empezarán las primeras pruebas en Beacon y la joven Ruby tendrá que formar su propio grupo y forjará nuevas amistades que la acompañarán a lo largo del transcurso de la historia. Entre ellas Weiss y Blake, que formarán parte de su equipo.

### Trama del segundo volumen
Blake estaba en lo cierto. Roman Torchwick y el Colmillo Blanco están planeando algo grande, sin embargo nadie en Beacon parece darse cuenta y Blake empieza a perder los nervios. Ya que nadie da el primer paso, RWBY investigará por su propia cuenta los sucesos que ocurren para averiguar qué están tramando Roman y la sangrienta organización de faunos que está causando problemas en Vale.

### Trama del tercer volumen
Ha llegado la fecha del Torneo. Los equipos de todas las escuelas de Remnant se preparan para la competición, y el equipo RWBY aprovecha para tomarse un descanso después de haber eliminado a Torchwick del mapa. Sin embargo, la paz no es duradera cuando se trata de la historia de las protagonistas. Ya se ha confirmado que Roman y el Colmillo Blanco tramaban algo en secreto, sin embargo Roman ha sido arrestado y hay alguien que sigue moviendo los hilos. El tercer volumen será, sin duda, el más decisivo de los anteriores. Los estudiantes de Beacon tendrán que hacer frente a Salem, una amenaza de unas dimensiones que nadie podría haberse imaginado.

### Trama del cuarto volumen
La academia Beacon ha caído y el equipo RWBY se ha separado completamente, en este volumen se revelará el pasado de varios personajes junto a los viajes de superación personal de las protagonistas. Ruby decide viajar a Mistral, Yang con el soporte de su padre se plantea sobre su futuro y su familia, Weiss lidia con sus problemas familiares y con la responsabilidad de ser una "Schnee", y por último Blake vuelve a su hogar natal, la tierra de los Faunos, además de la aparición de un joven llamado Oscar relacionado con los "protectores del mundo".

### Trama del quinto volumen
El equipo RNJR y Qrow finalmente llegan a Mistral donde para su sorpresa encontraran a Oscar y Ozpin. Weiss y Yang planean encontrarse su equipo pero tienen un rodeo con Raven, mientras Blake junto con su familia y Sun deben lidiar con conflicto desarrollándose en Menagerie. Mientras tanto, Salem realiza sus movimientos contra Mistral con la ayuda de Leonardo Lionheart, quién solo colabora con ella por miedo.

### Trama del sexto volumen
Después de conseguir con éxito la Reliquia del Conocimiento en Mistral, el siguiente paso es llevársela al General Ironwood en Atlas. Pero las cosas no van bien ya que nuestros protagonistas se ven separados, obligados a caminar por el peligroso bosque de Mistral y ser testigos de la historia del mundo, Salem y Ozpin. Después de que aparentemente pierden la esperanza, Qrow Branwen comienza a hundirse más en su alcoholismo mientras el equipo conoce a una anciana llamada María Calavera, quien logra salvarlos de grandes peligros.

### Trama del séptimo volumen
El Grupo de Ruby llega con éxito al reino de Atlas con la Reliquia del Conocimiento a cuestas. Trabajan con el general Ironwood para lograr su objetivo de construir una torre de comunicaciones para restaurar las comunicaciones globales y contarle al mundo sobre Salem y unir a Remnant contra ella. Sin embargo, la amenaza inminente de Salem y los crecientes problemas de confianza entre nuestros protagonistas complican las cosas.

### Trama del octavo volumen
Salem está aquí, y el momento no podría ser peor para el dividido Reino de Atlas. El miedo ha convertido a los amigos en enemigos, mientras que la duda amenaza con dividir a los aliados restantes de la Humanidad. Con Salem y Ironwood reuniendo las probabilidades en su contra, y el destino de Remnant en juego, depende del equipo RWBY hacer su jugada antes de que sea demasiado tarde.

### Trama del noveno volumen
Después de los desgarradores acontecimientos del Volumen 8, nuestras heroínas son arrojadas a Ever After, un mundo desconocido. Sin embargo, una vez que el equipo RWBY explora este extraño y misterioso reino, rápidamente descubren que puede que no sea tan desconocido como supusieron al principio. Mientras viajan para encontrar el camino de regreso a casa, tendrán que superar algunos de los desafíos más difíciles hasta el momento.

## Producción
RWBY había sido un concepto de largo plazo de Monty por años antes de que comenzara el desarrollo. Hacia el final de su trabajo en la décima temporada de la serie "Red vs Blue" de Rooster Teeth, desarrolló el método de codificación por colores a los nombres de los personajes y el diseño como un gancho para la serie.
Oum diseñó los personajes con la ayuda del artista Ein Lee. Los personajes utilizan diseños inspirados en personajes clásicos de cuentos de hadas. Cada personaje tiene un color asociado, y es las primeras letras de estos colores, rojo, blanco, negro y amarillo, que dan a la serie su nombre. La serie está escrita por Oum, junto con sus compañeros de trabajo de Rooster Teeth; Miles Luna y Kerry Shawcross. Oum inicialmente se preocupaba por una historia centrada en personajes femeninos, pues, estaba siendo desarrollado por un equipo principalmente masculino, pero dijo que se las arreglaron para hacer bien el desarrollo de la personajes femeninos. La serie está animada por el equipo de animación interna Rooster Teeth utilizando el software de Smith Micro Poser. Sin embargo, a partir de 2016 comenzaron a utilizar Autodesk Maya debido a las limitaciones del anterior software de producción. La música de la serie está compuesta por Jeff Williams, quien previamente compuso las bandas sonoras de las temporadas 8-10 de Red vs Blue y cuenta con la voz de la hija de Williams, Casey Lee Williams como intérprete de canciones.

## Personajes

### Principales

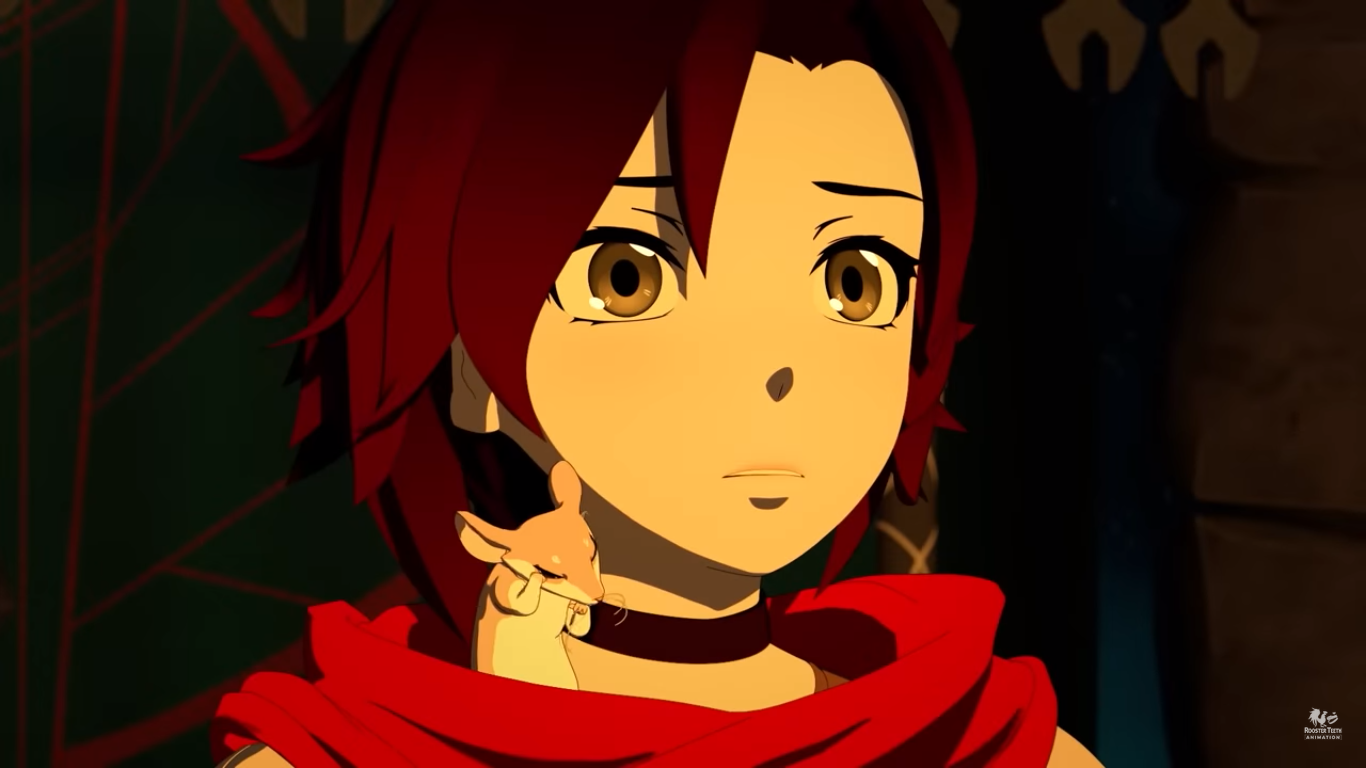
Ruby en Volume 9

- Ruby Rose (Voz original: Lindsay Jones)

Líder del equipo RWBY (Ruby). La protagonista de la serie, de 16 años, viene de una pequeña isla de Vale llamada Patch y es la media hermana menor de Yang. Su arma es una guadaña/rifle personalizada de alto impacto llamada Crescent Rose. Su primera aparición en la serie es cuando es asaltada en una tienda por los hombres de Junior a cargo de Roman Torchwick. Ruby decidió luchar contra ellos sin saber que el director de Beacon la estaba observando. Él le ofrece entrar a su academia, a pesar de que normalmente solo admite a alumnos a partir de 17 años. Su compañera es Weiss que, aunque al principio tuvo encontronazos con ella, ahora llevan una mejor relación. Su semblanza es velocidad, que la hace moverse extremadamente rápido. Ruby eligió el camino como cazadora para convertirse algún día en un héroe como los de los cuentos que Yang le leía de pequeña. Ruby está basada en Caperucita Roja. 
Situación actual: Vuelve a Remnant desde el Ever After.

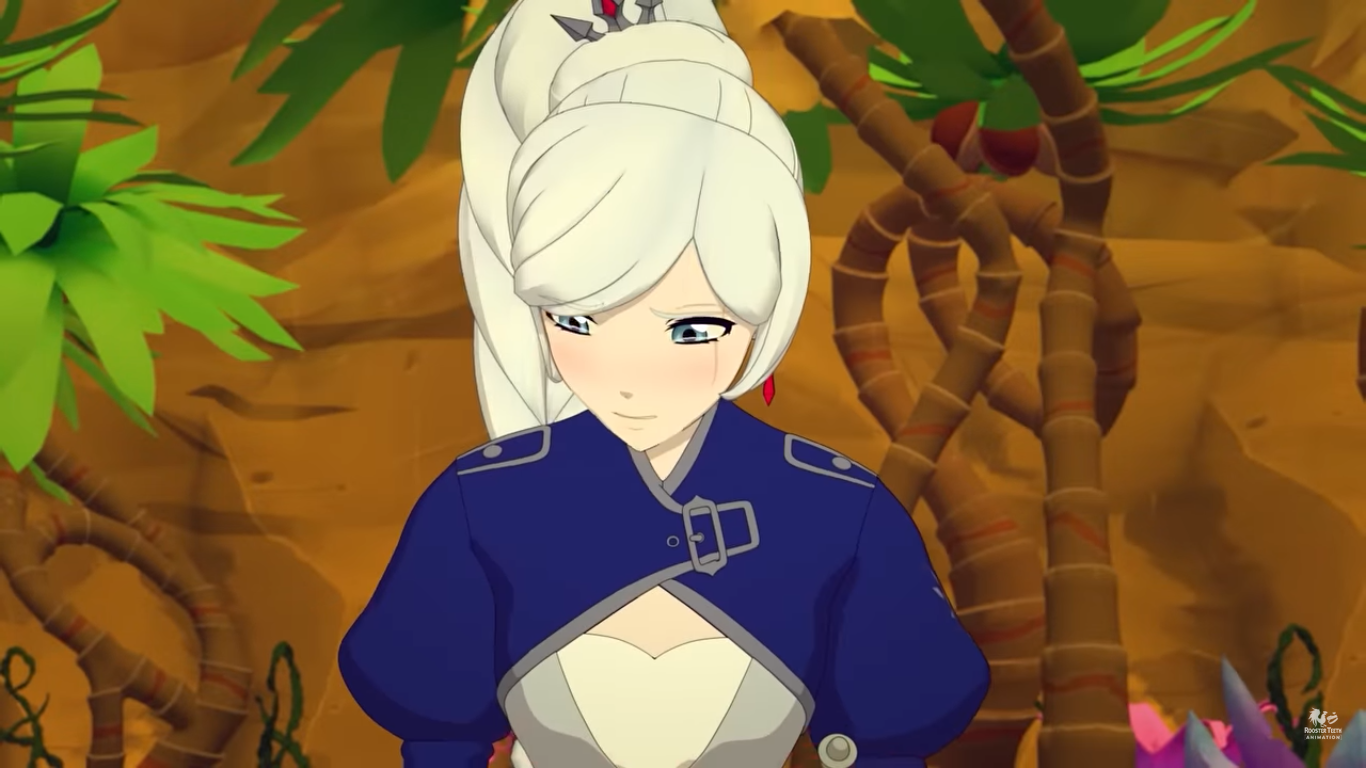
Weiss en Volume 9

- Weiss Schnee (Voz Original: Kara Eberle)

Miembro del equipo RWBY (Ruby). Es la heredera de la Compañía Dust Schnee, la compañía de polvo más grande de Remnant. Tiene un carácter altivo y es una persona mandona, tan destacables son estos rasgos que todo el mundo se refiere a ella como reina de hielo, excepto Neptune, que la llama ángel de nieve. Su arma es una espada de esgrima llamada Myrthenaster, que tiene en su mango un sistema de revólver con varios cristales de polvo con los cuales se cambia el elemento que usa el poder de la espada y sus propias habilidades. La semblanza de Weiss son los glifos, símbolos que ella utiliza para obtener diversas habilidades como defensa, aceleración, rebote, velocidad y, si se usa polvo con la habilidad, puede crear símbolos según el polvo utilizado. Weiss fue quien le dijo al equipo JNPR que Blake era un fauno. Se lleva muy bien con Neptune y está enamorada de él. Weiss eligió su camino como cazadora porque quiere convertirse en una buena líder para la compañía de Polvo Schnee de su familia, ya que es la heredera, y no quiere seguir los pasos de su padre. En el Volumen 4 se descubre que tiene un hermano además de Winter. Weiss está basada en Blancanieves.
Situación actual: Junto con Ruby, Blake, Yang, Jaune, Vuelve a Remnant desde el Ever After al final del volumen 9. 

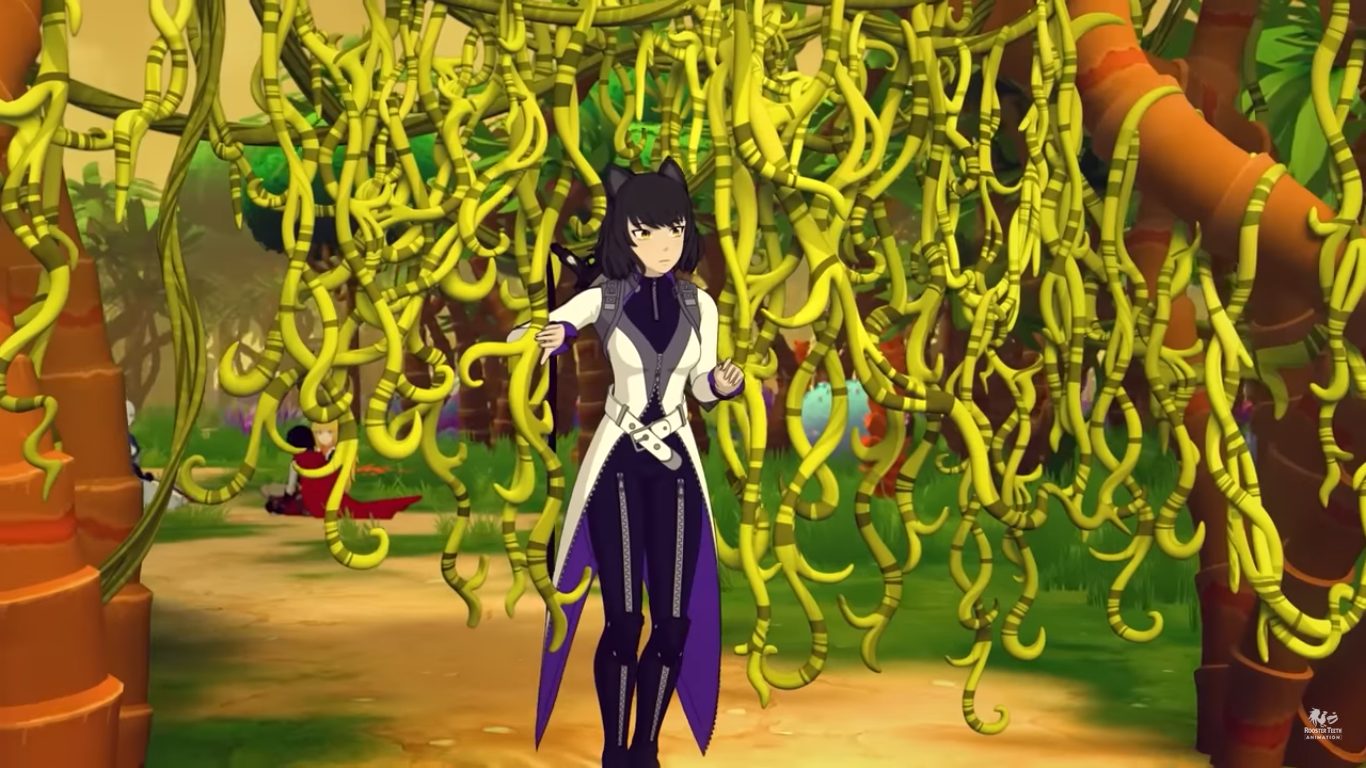
Blake en Volume 9

- Blake Belladonna (Voz original: Arryn Zech)

Miembro del equipo RWBY (Ruby). Blake es una chica misteriosa. Tiene un carácter más bien apático, antisocial y frío. Al final del Primer Volumen se descubre que es una fauno. Tiempo atrás perteneció a la organización del Colmillo Blanco. Su arma es una espada/katana/pistola transformable con látigo llamada Gambol Shroud. En sus días como miembro del Colmillo Blanco, fue compañera de Adam Taurus. Su compañera actual es Yang. Blake se lleva muy bien con Sun, aunque no se sabe a ciencia cierta si él le gusta. La semblanza de Blake es la sombra, que le permite crear sombras de sí misma como señuelo para el enemigo. Ella misma describe su semblanza como una copia de sí misma que recibe todo el daño mientras ella huye. Además de Weiss es el único personaje que ha demostrado los efectos del polvo combinados con su arma. Con él puede crear sombras de distintos tipos, como de fuego, que explota; de hielo, que congela; y de piedra, que detiene impactos, además de poder lanzar una gran cuchillada a distancia. Hasta ahora es el único estudiante de Beacon que ha accedido a la academia sin haber entrenado antes en una academia menor. Blake no encontró en el Colmillo Blanco su ideal de reconciliar a los humanos y a los faunos por medio del perdón y hallar la paz entre las razas, sino más bien lo contrario. Es por eso que eligió su camino como cazadora: porque consideraba a estos un ejemplo a seguir, tratándose de personas nobles que defendían la justicia y libraban a la gente del mal y la corrupción. Después de haber matado a Adam con la ayuda de Yang en una batalla muy dura, en la que su arma se rompió, están parecen haber estrechado un lazo amoroso, y Ruby, Weiss, Yang, Jaune, Ren, Nora, Qrow, Oscar y Maria van a Atlas a resguardar la reliquia del conocimiento. Blake está basada en Bella de La bella y la bestia.
Situación actual: Vuelve a Remnant desde el Ever After al final del volumen 9. Durante el viaje ella y Yang se vuelven pareja

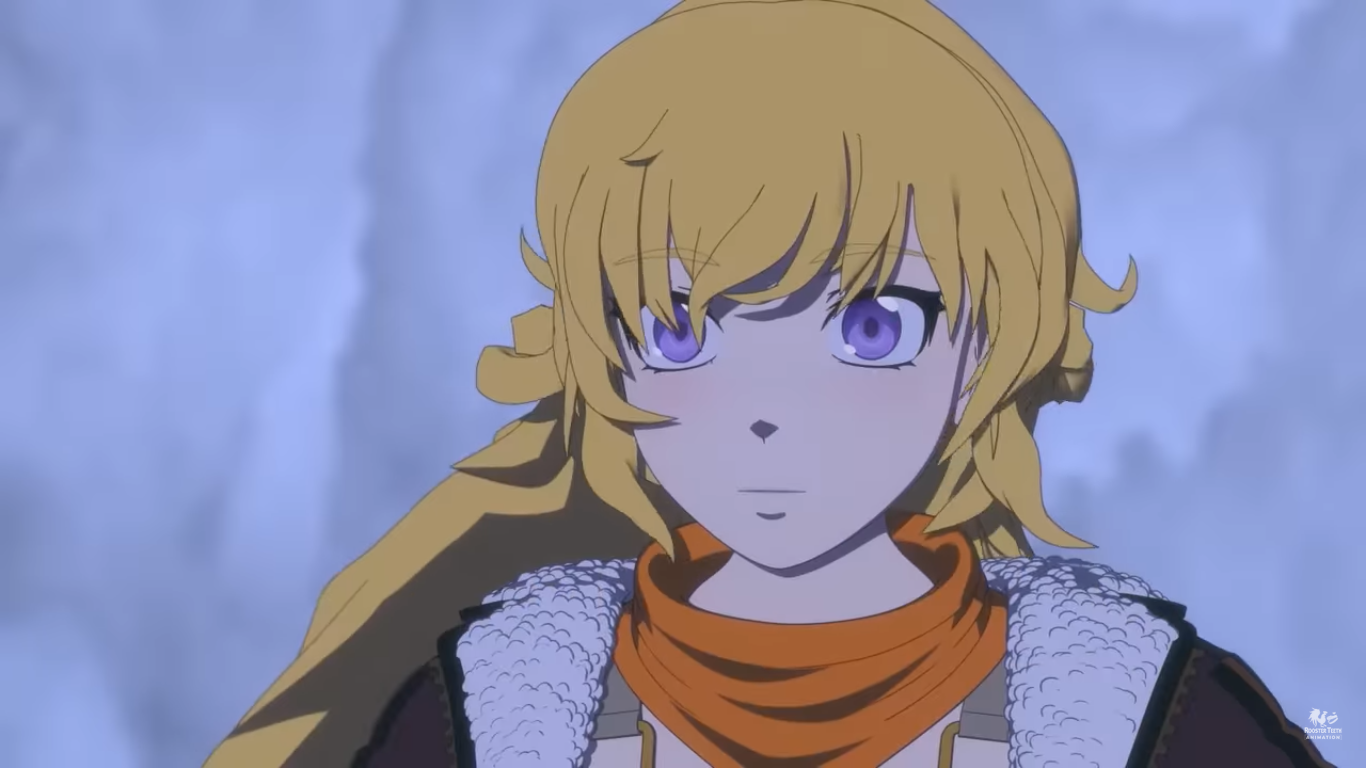
Yang en Volume 9

- Yang Xiao Long (Voz original: Barbara Dunkelman)

Miembro del equipo RWBY (Ruby). Yang es la media hermana mayor de Ruby. Es una chica rubia e hiperactiva que odia que nadie toque su pelo. Tiene un carácter amable y enérgico. Su compañera es Blake. Sus armas son sus dos guantes llamados Ember Celica, que a la hora de luchar se extienden y cubren sus manos de Yang, convirtiéndose en puños reforzados, que además disparan balas, lo que aumenta el impulso de los golpes de Yang. Su semblanza le permite absorber todo el daño del enemigo y cuando ya está muy debilitada libera toda la energía absorbida y es capaz de asestar golpes mucho más potentes, lo que va bien con sus armas y estilo de combate. Como efecto adicional, su semblanza envuelve su pelo en llamas y sus ojos se vuelven de color rojo. Yang es la única que no elige ser cazadora por una razón concreta, según ella, solamente busca la aventura, y si en el camino puede ayudar a la gente, sería como una doble victoria. En el volumen 3 Yang pierde su brazo a manos de Adam Taurus tras ver como este había apuñalado a Blake. Yang está basada en Ricitos de Oro.
Durante la batalla contra Adam está usa su moto Bumbleby para apartar a Adam de Blake, durante la pelea recibe muchos daños en su brazo mecánico, logra junto con Blake apuñalar a Adam mutuamente, ella sigue su camino a Atlas para proteger la reliquia del conocimiento con Ruby, Weiss, Blake, Jaune, Ren, Nora, Qrow, Oscar y Maria.
Situación actual: Vuelve a Remnant desde el Ever After al final del volumen 9. Durante el viaje ella y Blake se vuelven pareja

### Secundarios

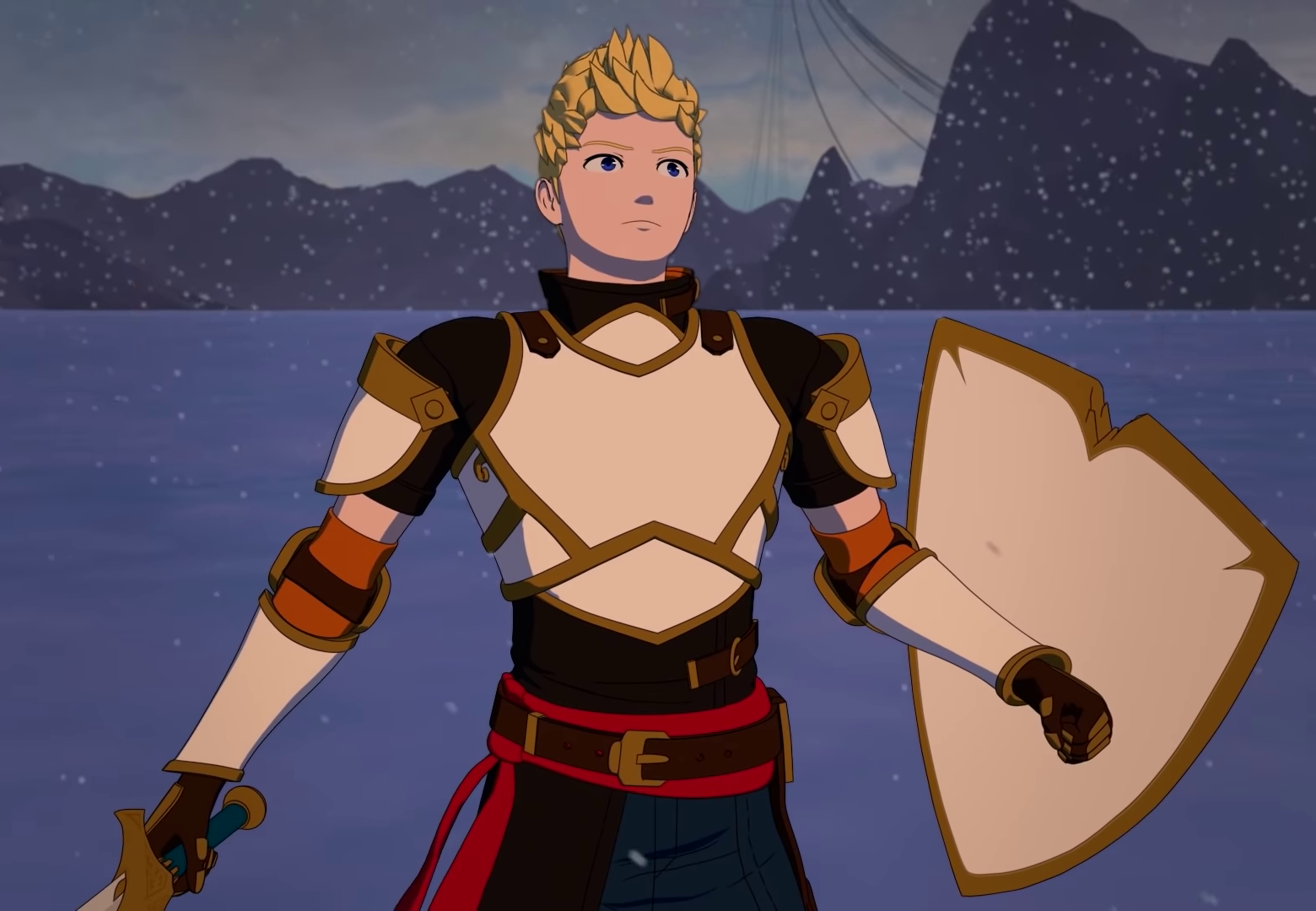
Jaune en Volume 8

- Jaune Arc (Voz original: Miles Luna)

Miembro y líder del equipo JNPR (Juniper). Es un chico debilucho, inseguro y torpe en batalla. Sus armas son una espada heredada y un escudo plegable llamados Crocea Mors. A pesar de estar en Beacon y ser líder de equipo, él no debió entrar en la academia, puesto que falsificó sus papeles por su sueño de ser un héroe igual que sus antepasados. Su semblanza consiste en utilizar su propia aura para amplificar la de otras personas. Es el compañero de Pyrrha. Jaune está basado en Juana de Arco.
Situación actual: Después de quedar atrapado en Ever After, el equipo RWBY le ayuda a volver a Remnant.
- Pyrrha Nikos (Voz original: Jen Brown)

Miembro del equipo JNPR (Juniper). Pyrrha fue estudiante en Sanctum, ganadora de numerosas competiciones, mascota del cereal ficticio Pumpkin Pete y poseedora de un poder inimaginable, pero es tremendamente modesta. Sus armas son Miló Y Akoúo̱ , una lanza transformable en rifle y un escudo afilado. Debido a su preparación, talento e inteligencia, fue convocada en secreto por el director Ozpin para ser la futura Dama del Otoño, una de las protectoras del mundo. Está enamorada de Jaune. Su semblanza es la polaridad, que le otorga un control magnético sobre el metal. Su compañero es Jaune. Pyrrha está basada en Aquiles, el guerrero griego.
Situación actual: Muerta y hecha cenizas a manos de Cinder quien le atravesó una flecha en el corazón. 
- Nora Valkyrie (Voz original: Samantha Ireland)

Miembro del equipo JNPR (Juniper). Es una chica que posee una enorme fuerza bruta y mucha adrenalina. Tiene un carácter hiperactivo, alegre y excitado, y nada parece preocuparle. Su arma es un martillo transformable en lanzacohetes llamado Magnhild. No se sabe mucho sobre ella, sin embargo ella misma revela que es huérfana en una de sus conversaciones sin fin. Su semblanza es la absorción eléctrica, y consiste en que cuando Nora entra en contacto con algún tipo de electricidad, es completamente inmune a los daños eléctricos, absorbe la energía y la transfiere hacia su cuerpo aumentando su enorme poder a una fuerza sumamente poderosa. Su compañero es Ren. Nora está basada en Thor, el Dios del Trueno de la mitología nórdica. 
Situación actual: Se encuentra en Vacuo tras escapar de Salem. 
- Lie Ren (Voz original: Monty Oum (1era. voz), Neath Oum (2da. voz))

Miembro del equipo JNPR (Juniper). Es un chico silencioso, no se le suele escuchar hablar. Su arma son dos pistolas llamadas Storm Flowers. Es el compañero de Nora. Su semblanza consiste en ocultar su presencia y de las personas que este quiera. Ren está basado en Mulan.
Situación actual: Se encuentra en Vacuo.
- Sun Wukong (Voz original: Michael Jones)

Miembro y líder del equipo SNNN (Sun). Es un fauno despreocupado que disfruta de la libertad. El arma de Sun es una vara formada por dos escopetas/nunchakus unidos llamados Ruyi Bang y Jingu Bang. Sun se lleva muy bien con Blake, a pesar de que son completamente diferentes, y aunque no se sabe con exactitud qué clase de relación tienen está claro que al menos él tiene interés en ella. Supo que Blake era un fauno a simple vista, algo que nadie pudo hacer. Su semblanza se llama via sun y genera clones de él. Estos son dorados, brillantes y semi-translúcidos. Los clones se dirigen hacia el enemigo y explotan al entrar en contacto. Su compañero es Neptune. Sun está basado en Sun Wukong de la famosa leyenda china Viaje al Oeste.
Situación actual: Regresa con su equipo al principio del volumen 6.
- Neptune Vasilias (Voz original: Kerry Shawcross)

Miembro del equipo SNNN (Sun). Gran amigo de Sun. Destaca su apariencia de "tío guay", su sonrisa perfecta y por mantenerse genial en toda situación. Su arma es una lanza/tridente/cañón transformable. Esta maneja el plasma y la electricidad. Su nombre es un chiste irónico, pues el personaje está basado en Neptuno, el Dios de los Océanos, sin embargo Neptune no sabe nadar y además le tiene miedo al agua. Su semblanza es desconocida.

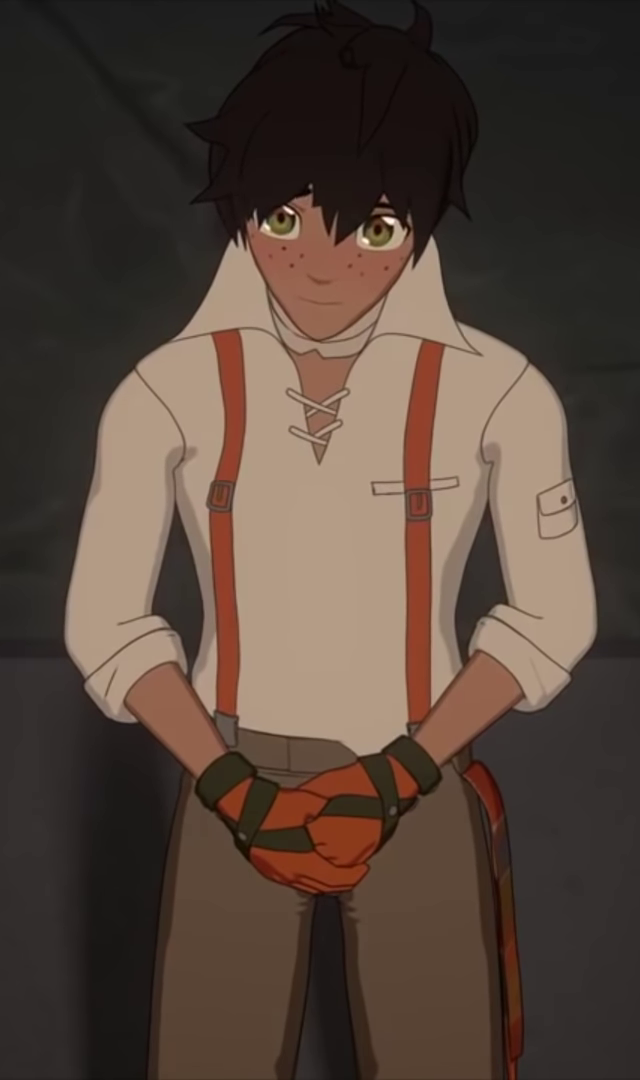
Oscar en Volume 5

- Oscar Pine (Voz original: Aaron Dismuke)

Era un chico que trabajaba en la granja de su tía hasta que su alma se fusiona con la de Ozpin y el lo convence de ir a Mystral para alcanzar a Qrow y a los demás, su primera aparición es el capítulo 1 de Volumen Cuarto y según Ozpin el y Oscar ahora son la misma persona y con el tiempo el heredara todos sus conocimientos. El usa el bastón de Ozpin como arma y le puede dejar a Ozpin tomar el control de su cuerpo para dejarlo hablar o pelear. No se sabe mucho de él y su pasado más que solo vivía con su tía en una granja, el parece tener una amistad con Ruby y Nora esta obsesionada con el.
Su nombre es un acrónimo ya que si juntas "Os" y "Pin" sale la palabra Ozpin.

### Terciarios
- Penny Polendina (Voz original: Taylor Pelto)

Es una chica de comportamiento extraño. Realmente es un robot, y, según confiesa ella, ha sido creada para defender al mundo de una posible guerra próxima. Se lleva muy bien con Ruby. Sus armas son diez cuchillas que controla con hilos casi invisibles.
Reconstruida después de ser asesinada en el Torneo Vytal se encontraba protegiendo la ciudad de Atlas con la compañía de Ruby Rose con el equipo RWBY y el equipo JNPR. Se convirtió en la Doncella del Invierno impidiendo que Cinder robara los poderes de la anterior en su lecho de muerte.
Penny está inspirada en Pinocho.
Situación actual: Cinder la hirió mortalmente y, al pedírselo, Jaune Arc la mató para poder transferir los poderes de la Doncella a Winter Schnee.
- Velvet Scarlatina (Voz original: Caiti Ward)

Miembro del equipo CFVY (Coffee). Chica fauno, su arma está guardada en un pequeño cofre con un candado en forma de corazón. En el volumen tercero, se revela que lucha con ayuda de un dispositivo que fabrica imágenes digitales de las armas de todos los personajes de la serie, con las que ella puede combatir. Fue el primer miembro del equipo en aparecer, y al igual que Jaune, fue molestada por Cardin. Se lleva bien con Ruby. Su semblanza es desconocida.

### Antagonistas
- Roman Torchwick (Voz original: Gary G. Haddock)

Criminal, supuesto líder del Colmillo Blanco. Roman es un subordinado de Cinder y uno de los más poderosos, él se la pasa asaltando tiendas de Dust con el Colmillo Blanco para los planes de Cinder. Al final él es arrestado, sin embargo eso no detiene los planes. Su arma es un Bordon, el mango se despega y se lanza, la parte de abajo es una pistola, no se sabe cuál era su semblanza ya que nunca se le ve usándola; se cree que nunca logró desbloquearla o que su semblanza es la buena suerte. El nombre de Roman está inspirado en el personaje Romeo Candlewick del cuento Pinocho.
Situación actual: Muerto, pues en el Volumen Tercero es engullido por un Grimm gigante.
- Cinder Fall (Voz original: Jessica Nigri)

Es la antagonista principal de la serie. En el Volumen Primero apenas aparece en el primer y último episodio, aunque en el segundo toma un papel de mayor importancia y Roman pasa a ser secundario. Es la jefa de Emerald y Mercury. Atacó a la Dama del Otoño para robar sus poderes. Sus armas son dos dagas, cuyos mangos se unen y forman un arco con el cual asesinó a Pyrrha Nikos a sangre fría. También es capaz de usar la magia, y parece ser capaz de invocar sus armas con ella, tanto las dagas como el arco y las flechas, por lo que nunca las lleva encima. Su objetivo aún no se ha definido bien en la serie, sin embargo, al parecer sus planes van intactos. Se disfraza de estudiante para infiltrarse en Beacon. Se encuentra con Neo, tras su derrota contra Raven ella se alía con Neo para matar a Ruby ya que Salem le prohíbe ir tras ella.
Está inspirada en La Cenicienta.
Situación actual: Con Salem, tienen dos reliquias en su poder.
- Mercury Black (Voz original: Yuri Lowenthal)

Aprendiz de Cinder. Su compañera es Emerald. Sus armas son sus piernas. Estas son biónicas (mecánicas): pueden disparar balas y tienen pequeños cañones que impulsan sus patadas. Él asesinó a su padre, se sabe que el no tiene semblanza ya que revela que cuando aun vivía con su padre el día que la desbloqueo su padre se la robo con su semblanza.

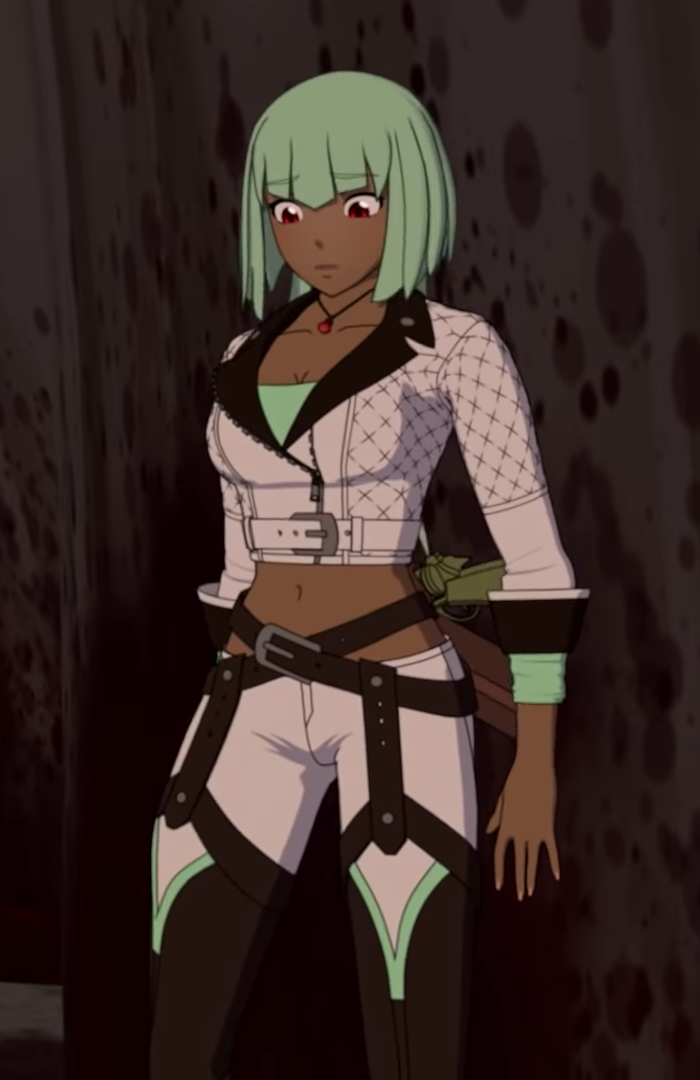
Emerald en Volume 8

- Emerald Sustrai (Voz original: Katie Newville)

Seguidora de Cinder. Su compañero es Mercury. Sus armas son dos kamas transformables en pistolas. Su semblanza consiste en controlar la percepción de un objetivo, y hacerle ver ilusiones. Está basada en la princesa Jazmín. Su apellido significa raíz en idioma euskera.
- Neopolitan

Apodada Neo, es una chica joven de baja estatura. Nunca ha hablado en la serie. Su apariencia es llamativa debido a su pelo de color rosa y marrón (mitad y mitad), y a sus ojos hipermétropes que cambian de color a causa de su semblanza, la ilusión, que le permite generar una ilusión bastante convincente, generalmente para huir del peligro. Su arma es una sombrilla de encaje muy resistente que le sirve como escudo y que en el mango oculta una espada. Llama la atención que parece que, más que disfrutar peleando, ya que siempre sonríe al luchar, disfruta matando al enemigo. Su estilo de combate suele centrarse en el contraataque: suele esperar a que el rival del primer paso y ella responde esquivándolo con movimientos ágiles y acrobacias, para luego responder con un fuerte ataque. Sus habilidades han demostrado que es tremendamente fuerte, tanto que parece estar por encima del nivel de Roman, de Emerald y de Mercury, además, puede ser que ella esté enamorada de Roman.
En el volumen tres cayó de la nave (siendo en esta misma escena el momento en el que Roman es devorado por un Grimm) y se Le dio por desaparecida. Volviendo a hacer acto de presencia en el volumen 6 con un nuevo aspecto y llevando el gorro de Torchwik cómo honorífico. Unirá fuerzas con Cinder para acabar con el team RWBY. 
Situación actual: En Ever After. 
- Adam Taurus (Voz original: Garrett Hunter)

Aparece por primera vez, sin contar con el tráiler de Blake, en el último capítulo del Volumen Segundo, y no vuelve a aparecer hasta el antepenúltimo capítulo del Volumen Tercero. Es un miembro de alto rango del Colmillo Blanco y en su día fue el compañero y mentor de Blake. Tras pactar un acuerdo con Cinder y su causa, empezó a volverse despiadado, sangriento e insensible, un monstruo, según lo describe Blake. Actualmente ayuda en la causa de Cinder. Al parecer quiere saldar su deuda con Blake, que lo traicionó al abandonar el Colmillo Blanco, y ha dicho literalmente que pretende deshacerse de todo lo que ella ama. En el penúltimo capítulo del Volumen Tercero hiere a Blake y pretende matar a Yang, y aunque no lo consigue, le corta el brazo derecho. En el capítulo 11 del volumen 6 revela sus ojos, teniendo en su ojo izquierdo la siglas "S.D.C" (Schnee Dust Company).
Situación actual: Adam murió en capítulo 12 del volumen 6 tras ser apuñalado por Blake y Yang y caer de un barranco.   
- Salem (Voz original: Jen Taylor)

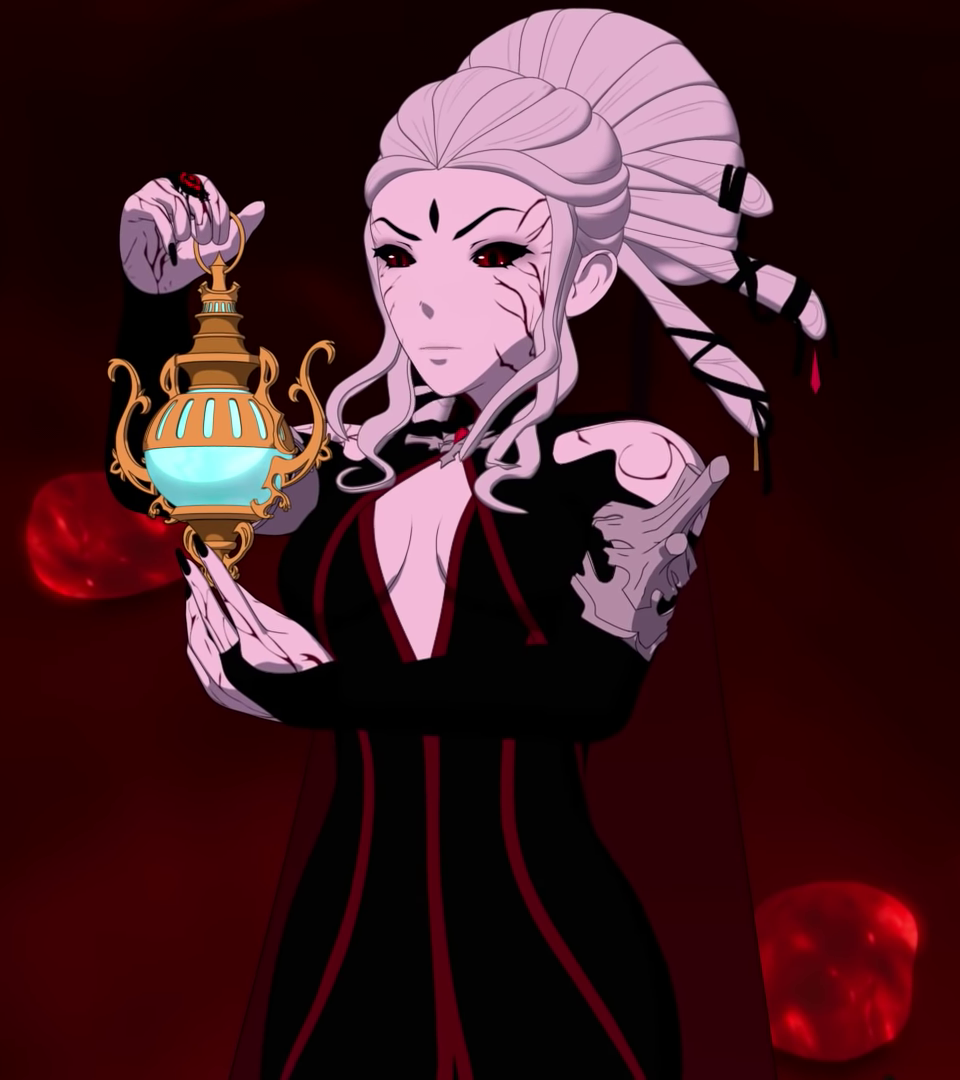
Salem con la Reliquia del Conocimiento en Volume 8

Ella es el verdadero enemigo. Aparece por primera vez en el último capítulo del Volumen Tercero, aunque ella es quien narra la historia de Remnant en el primer capítulo y el resto de leyendas de los capítulos adicionales en los que se explica el lore de Remnant. Ella es quien quiere acabar con Ozpin. Es la jefa de Cinder y la ayuda con la recuperación de sus heridas.
Situación actual: Con dos reliquias en su poder.

### Otros personajes
- Profesor Ozpin (Voz original: Shannon McCormick)

Es el director de la prestigiosa Academia Beacon. Suele hablar poco y generalmente se le ve con Glynda. En el Volumen Tercero se revela que es uno de los protectores del mundo. En el volumen 6 se revela que su primera vida se llamaba Ozma, era un aventurero que se cruzó con Salem, con la cual escapo y vivió feliz hasta que este enfermo y murió, Salem trato de revivirlo pero por esa razón ella obtiene la inmortalidad, tras esto causó la extinción de la humanidad, el dios de la luz le da una oportunidad y dándole a Ozma la habilidad de reencarnar le encomienda salvar a la humanidad, detener a Salem, juntar las reliquias y sacrificar su felicidad. Al principio se une con Salem y se vuelven los nuevos dioses de los nuevos humanos, resultando en esto en el nacimiento de 4 hijas, pero tras que ver que sus hijas heredan sus poderes se da cuenta lo trastornada que estaba su amada, trató de huir con sus hijas pero Salem lo intercepta y los termina matando a todos. Ozma reencarna varias veces para tratar de derrotar a Salem 
Se basa en El Mago de Oz. 
Situación actual: Se encuentra en la conciencia de Oscar, apenado porque su pasado sea descubierto, a pesar de esto el sigue ahí dispuesto a ayudar.
- Glynda Goodwitch (Voz original: Kathleen Zuelch)

Profesora de Beacon. Es estricta e impaciente con los estudiantes, pero Ozpin suele mantenerla bajo control. Es una de los protectores del mundo. Su semblanza es la telequinesis.
Está basada en Glinda, la bruja buena de El Mago de Oz.
Situación actual: Desconocida tras la destrucción de Vale.
- General James Ironwood (Voz original: Jason Lei Rose)

Es el general del Ejército de Atlas y director de la Academia Atlas, la región más tecnológica, avanzada y adinerada de Remnant. Es una persona fría. Suele estar resguardado por montones de sus soldados robóticos. Piensa que su tecnología lo puede todo, aunque no es así. También fue uno de los protectores del mundo.
Situación actual: Muerto tras caer Atlas a manos de Salem.
- Qrow Branwen (Voz original: Vic Mignogna (1era. voz),[9] Jason Liebrecht (2da. voz)[10])

Tío biológico de Yang y hermano de Raven, su madre, y tío político de Ruby. Es profesor de cazadores. Es un tipo alcohólico, atrevido y de pensamiento claro. No se lleva demasiado bien con Glynda y Winter a causa de la enorme diferencia de personalidad. Su arma es una espada/guadaña/escopeta tranformable. A pesar de su personalidad despreocupada e inmadura es un gran cazador. Se dice que su semblanza consiste en transformarse en un cuervo, sin embargo, en el volumen cuarto se sabe que su semblanza consiste en "traer mala suerte". Es uno de los protectores del mundo.
Situación actual: Se encuentra en Vacuo.
- Winter Schnee (Voz original: Howard Wang)

Es la hermana mayor de Weiss, muy estricta y de gran carácter. Pertenece al personal del Ejército de Atlas. Su arma es una espada de estoque bastante similar a la de Weiss. Su semblanza son los mismos glifos de Weiss, sin embargo los suyos tienen más utilidades como invocar monstruos o animales en batalla. Suele estar acompañada por el General Ironwood.
Situación actual: Ella es la actual Doncella del Invierno. sabiendo que su prioridad es llegar a Vacuo y proteger a los civiles. Una vez que llega, canaliza sus sentimientos en un violento ataque contra los Grimm.

## Manga y cómic

### RWBY
RWBY ha sido adaptado a una serie de manga escrita e ilustrada por Shirow Miwa. Ha sido publicado en la revista seinen mensual Ultra Jump de Shueisha. El primer arco del manga siguió de cerca la historia de los cuatro avances, mientras que los capítulos posteriores exploraron las historias originales.
El primer capítulo se publicó en la edición de diciembre de the Ultra Jump, el 19 de noviembre de 2015. Tenía el centro y la contraportada en color, junto con ilustraciones adicionales del manga.
La traducción al inglés se publicó en la Weekly Shonen Jump de Viz Media y se lanzó para audiencias de todo el mundo el 31 de octubre de 2016, como se indicó anteriormente.En marzo de 2021, Panini Manga México anunció que publicará la adaptación.
Al igual que el anime, el manga RWBY sigue a los miembros del Equipo RWBY (Ruby Rose, Weiss Schnee, Blake Belladonna y Yang Xiao Long) y sus aventuras mientras entrenan para convertirse en Cazadoras en la prestigiosa Academia Beacon. El manga profundiza en las motivaciones y la historia de fondo de los cuatro personajes principales, brindando nuevos conocimientos y contexto. Muchos personajes de la serie principal también aparecen. El manga también explica algunos conceptos y elementos del escenario, como Grimm y Dust. Los seis capítulos restantes cubren una historia original ambientada cronológicamente entre los Volúmenes 1 y 2 que involucra a los equipos RWBY y JNPR que luchan contra el Rey Taijitu fusionados por un Grimm que se soltó accidentalmente mientras Torchwick investigaba una posible entrada a Mountain Glenn.
El capítulo final se publicó en la edición de febrero de 2017 de Ultra Jump en enero, con un adelanto sobre un segundo volumen.

### RWBY: Official Manga Anthology
RWBY: Official Manga Anthology es una adaptación de manga de RWBY. Consiste en historias paralelas que siguen la trama del programa, elaboradas por varios artistas de manga. Fue lanzado en un formato de varios volúmenes.
El 23 de diciembre de 2016, la compañía de entretenimiento japonesa Home-sha anunció Vol. 1: Red Like Roses, el primer volumen de RWBY: Official Manga Anthology y declaró que llegaría en la primavera de 2017. Más tarde se anunció el 25 de marzo de 2017 que se lanzaría el 19 de mayo de 2017. El segundo volumen, Vol. 2: Mirror Mirror, fue lanzado el 19 de junio de 2017. El tercer volumen, Vol. 3: From Shadows, fue lanzado el 19 de septiembre de 2017. El cuarto volumen, Vol. 4: I Burn, fue lanzado el 19 de octubre de 2017.
En América del Norte, Viz Media obtuvo la licencia del manga para un lanzamiento en inglés.

### RWBY: The Official Manga
RWBY: The Official Manga es una adaptación de manga escrita por el mangaka Bunta Kinami. El manga debutó el 19 de noviembre de 2018 en Weekly Shonen Jump, y el 20 de diciembre de 2018, en Shōnen Jump+. Shueisha publicó el primer volumen de tankōbon digitalmente el 19 de agosto de 2019. La serie terminó el 25 de junio de 2020.

### RWBY: After the Fall
RWBY: After the Fall es el primer libro complementario de una serie escrita por EC Myers y publicada por Scholastic el 25 de junio de 2019. Detalla las aventuras del Equipo CFVY ("coffee") después de los eventos del final del Volumen 3, cómo el equipo viaja a la Academia Shade en Vacuo para continuar su entrenamiento y lidiar con las consecuencias personales y globales de la Caída de Beacon.

### RWBY: Before the Dawn
RWBY: Before The Dawn es una secuela directa del primer libro complementario After the Fall escrito por EC Myers y publicado por Scholastic el 21 de julio de 2020. El libro tiene lugar en algún momento después del inicio del Volumen 6 , siguiendo a Team CFVY y Team SSSN ("sun") mientras investigan una misteriosa organización llamada The Crown.

### The World of RWBY: The Official Companion
The World of RWBY: The Official Companion fue publicado el 29 de octubre de 2019 por Viz Media con información detrás de escena, entrevistas y arte conceptual del programa.

### RWBY: Fairy Tales of Remnant
RWBY: Fairy Tales of Remnant es un libro que presenta cuentos de hadas originales creados para el universo ficticio de RWBY. Fue escrito por EC Myers, ilustrado por Violet Tobacco y publicado por Scholastic. Fue lanzado el 15 de septiembre de 2020.

### RWBY: Roman Holiday
RWBY: Roman Holiday es una novela escrita por EC Myers lanzada el 7 de septiembre de 2021. El libro es una precuela centrada en los personajes Roman Torchwick y Neopolitan.

## Otros medios

### Videojuegos
El 5 de julio de 2016, fue publicado en Steam el título RWBY: Grimm Eclipse, un juego de lucha "hack and slash" y aventura cooperativa para hasta 4 jugadores basado en la exitosa serie internacional RWBY, que permite jugar con Ruby, Weiss, Blake o Yang. En este juego, los jugadores recorren lugares conocidos de Remnant y otras nuevas zonas luchando contra los Grimm y un villano nunca antes visto, a la vez que van mejorando y desbloqueando nuevas habilidades. Posteriormente, el 17 de enero de 2017 el juego sería lanzado para las consolas PlayStation 4 y Xbox One.
El 17 de julio de 2017, durante el evento Evolution Championship Series, se publicó el tráiler de un nuevo juego de lucha llamado BlazBlue: Cross Tag Battle en donde los personajes de RWBY combatirían contra otros pertenecientes a los juegos BlazBlue, Persona 4 Arena y Under Night In-Birth. Ruby Rose formaba parte de ese tráiler, lo que la confirmaba como una de las luchadoras elegibles. El 15 de octubre de 2017, Weiss Schnee fue anunciada como otro personaje incluido en el juego. El 13 de enero de 2018 se anunció que Blake Belladona será un personaje descargable. Posteriormente, el 7 de febrero de 2018, se anunció que Yang Xiao Long también sería un personaje descargable. De esta manera se confirmaba que las cuatro protagonistas de la serie, formarían parte del juego.
El 19 de julio de 2019 se confirmó que los personajes de RWBY aparecerían en el juego SMITE como aspectos seleccionables para dioses del juego.

### RWBY Chibi
RWBY Chibi es un spin-off animado cómico de RWBY que incluye 57 episodios de tres a seis minutos de duración en tres temporadas. Se anunció por primera vez como parte de la celebración del 13.º aniversario de Rooster Teeth el 1 de abril de 2016, y el episodio 1 se estrenó el 7 de mayo de 2016.Su primera temporada concluyó el 15 de octubre de 2016. Cada episodio consta de varias escenas en las que aspectos de los personajes de RWBY suelen exagerarse para lograr un efecto cómico. Los episodios no siguen un orden cronológico estricto ni el canon estricto del programa principal. 
En enero de 2017, Rooster Teeth confirmó que se lanzaría una segunda temporada en mayo. Una tercera temporada comenzó en enero de 2018, poco después de que terminara el Volumen 5 del programa principal. Después de que la serie hizo una pausa indefinida, se produjeron más parodias de RWBY Chibi como parte de la serie de antología animada de Rooster Teeth, Neon Konbini.

### Cómics
- RWBY (2019):[43] en la New York Comic Con 2018, Rooster Teeth anunció una asociación con DC Comics para publicar cómics de RWBY y Gen:Lock a partir de 2019. El cómic de RWBY está escrito por Marguerite Bennett y dibujado por Mirka Andolfo y Arif. Prianto.[44] El número impreso n.º 7 se canceló,[45][46] pero la versión impresa se incluye más tarde en el lanzamiento del cómic RWBY en 2020.[47]
- RWBY/Justice League (2021):[48] El 2 de abril de 2021, DC Comics anunció un crossover con RWBY y Justice League. La versión digital comenzaría el 30 de marzo de 2021, seguida del número 1 impreso el 27 de abril de 2021.[49]

### CRWBY: Behind the Episode
CRWBY: Behind the Episode es un documental detrás de escena sobre la producción de RWBY que presenta entrevistas con el equipo de producción. El programa se transmitió semanalmente durante el Volumen 5 y el Volumen 6. La primera temporada es exclusiva para los miembros de Rooster Teeth FIRST. La segunda temporada se puede ver gratis en YouTube y Rooster Teeth.

### RWBY Rewind
RWBY Rewind es un programa de entrevistas que se transmitió semanalmente solo para los miembros de FIRST en Rooster Teeth durante el quinto y sexto volumen. El programa presentó una discusión sobre el episodio más reciente y un invitado del equipo de producción. La primera temporada es exclusiva para los miembros de Rooster Teeth FIRST. La segunda temporada se puede ver gratis en YouTube y Rooster Teeth.

### Talk CRWBY to Me
Talk CRWBY to Me es un podcast detrás de escena presentado por Kerry Shawcross sobre la producción de RWBY con miembros de los diferentes departamentos dentro de Rooster Teeth Animation. El podcast comenzó a transmitirse semanalmente solo para miembros FIRST el 23 de mayo de 2020 y concluyó después de ocho episodios el 11 de julio de 2020.

### RWBY: The Grimm Campaign
RWBY: The Grimm Campaign es una campaña exclusiva de Dungeons & Dragons de Rooster Teeth FIRST con Kerry Shawcross como Pyke Rite, Laura Yates como Arrastra Skye, Chad James como Asher Mora y Chris Kokkinos como Fenix Nemean. Se estrenó en Rooster Teeth FIRST el 15 de agosto de 2020. La campaña presenta una versión anterior del software de mesa digital TaleSpire con modelos personalizados del universo RWBY.

### RWBY: Fairy Tales
RWBY: Fairy Tales es una producción animada de Rooster Teeth que presenta cuentos de hadas originales del mundo de Remnant. Fue lanzado el 30 de octubre de 2021 para los miembros de FIRST y para todos los demás al día siguiente. La primera temporada concluyó el 4 de diciembre de 2021.

### RWBY: Hyousetsu Teikoku
El 25 de marzo de 2022 se anunció una adaptación al anime titulada RWBY: Hyousetsu Teikoku (RWBY 氷雪帝国 Rubī: Hyōsetsu Teikoku?). La serie de anime se estrenará el 3 de julio de 2022 en Tokyo MX, BS11 y MBS, y será producida por Shaft y dirigida por Toshimasa Suzuki, con Kenjirō Okada a cargo de la dirección principal, Gen Urobuchi a cargo del concepto de animación y Tow Ubukata a cargo del guion; además, Huke diseñó los conceptos de los personajes y Nobuhiro Sugiyama diseñó los personajes para la animación. Nobuko Toda y Kazuma Jinnouchi están componiendo la música. El elenco del doblaje japonés está retomando sus papeles. Void_Chords feat. L interpretará el tema de apertura "Beyond Selves", mientras que la actriz de voz japonesa de Ruby, Saori Hayami, interpretará el tema de cierre "Awake". Crunchyroll transmitirá la serie con audio en inglés y japonés (con subtítulos en inglés).
Una adaptación de manga de RWBY: Hyousetsu Teikoku ilustrada por Kumiko Suekane se lanzará en la revista de manga shōnen de ASCII Media Works, Dengeki Daioh.

### RWBY: Beyond
Es una producción animada de Rooster Teeth que presenta cuatro historias situadas después del volumen 9, en formato de cuentos. Fue lanzado el 13 de abril de 2024. 

### RWBY: Volume 9 Bonus Ending Animatic
Presentado en forma de animatic a manera de epílogo del Volumen 9.

### Película
El 1 de julio de 2022 se anunció una película directa a video, Justice League x RWBY: Super Heroes & Huntsmen. La película es un crossover con personajes de DC Comics, producido por Rooster Teeth en colaboración con Warner Bros. Animation y Warner Home Video. Está programado para ser lanzado en dos partes, y la primera parte se estrenó por primera vez en WonderCon 2023 el 25 de marzo de 2023 antes de ser lanzado el 25 de abril de 2023 en Prime Video, Apple TV+ y Google Play, entre otras plataformas digitales. El largometraje animado presenta a los cuatro protagonistas principales de la serie (Ruby Rose, Weiss Schnee, Blake Belladonna y Yang Xiao Long), junto con varios otros personajes de RWBY, sobre todo Jaune Arc, Nora Valkyrie y Lie Ren. También se presentan personajes basados en Superman, Wonder Woman, Batman, Flash, Green Lantern, Cyborg y Vixen, los superhéroes de DC Comics.

### Apariciones en otros medios
En la película Doctor Sueño (basado en la novela del mismo nombre de Stephen King), el personaje Abra Stone tiene carteles de RWBY y una estatua del personaje Emerald Sustrai en su habitación, y también usa el cabello de Emerald en una secuencia de sueños. Los cineastas decidieron incorporar las referencias sugeridas por la intérprete de Abra, Kyliegh Curran, quien es fanática de RWBY.

## Estreno en Japón
La serie también ha sido estrenada en Japón el 8 de julio de 2017 por la cadena Tokyo MX., el cual será una versión reeditada de las primeras tres temporadas en formato de 24 minutos tradicionales en audio japonés. Así mismo, dicha versión se encuentra disponible en Crunchyroll, junto con la versión original en inglés. El Volumen 4 fue lanzado en formato Disco Blu-Ray el 7 de octubre de 2017. Los Volúmenes 5, 6, 7 y 8 fueron distruidos a lo largo de 2021, y siendo lanzados el 25 de agosto, 29 de septiembre, 27 de octunre y 22 de diciembre respectivamente. El Volumen 9 fue lanzado en formato Blu-Ray el 25 de octubre de 2023.

### Reparto japonés
- Saori Hayami como Ruby Rose
- Yōko Hikasa como Weiss Schnee
- Yū Shimamura como Blake Belladonna
- Ami Koshimizu como Yang Xiao Long
- Aya Suzaki como Nora Valkyrie
- Hiro Shimono como Jaune Arc
- Megumi Toyoguchi como Pyrrha Nikos (volúmenes 1 y 2)
- Shizuka Itou como Pyrrha Nikos (volumen 3)
- Sōma Saitō como Lie Ren
- Ayako Kawasumi como Winter Schnee
- Hikaru Midorikawa como Mercury Black
- Hiroaki Hirata como Qrow Branwen
- Kazuhiko Inoue como Profesor Ozpin
- Kenyuu Horiuchi como Taiyang Xiao Long
- Kikuko Inoue como Salem
- Marina Inoue como Emerald Sustrai
- Masaki Terasoma como James Ironwood
- Masumi Asano como Glynda Goodwitch
- Megumi Han como Penny Polendina
- Shinichiro Miki como Roman Torchwick
- Sōichi Abe como Profesor Peter Port
- Tomoaki Maeno como Sun Wukong
- Yoshiki Nakajima como Neptune Vasilias
- Yūichi Karasuma como Dr. Bartolomew Oobleck
- Yūichi Nakamura como Adam Taurus
- Yuko Kaida como Cinder Fall
- Ami Naitō como Arslan Altan, Ciel Soleil
- Atsushi Miyamoto como Russel Thrush
- Chisato Mori como Dew Gayl
- Eiji Takeuchi como Nadir Shiko
- Katsuya Miyamoto como Hei "Junior" Xiong
- Kenta Miyake como Tukson
- Kikuko Inoue como Narrador
- Konomi Fujimura como Neon Katt
- Megumi Han como Velvet Scarlatina
- Megumi Hayashibara como Raven Branwen
- Ryōsuke Morita como Sky Lark
- Ryūichi Kijima como Brawnz Ni
- Shizuka Itou como Coco Adel
- Subaru Kimura como Cardin Winchester
- Tooru Sakurai como Flynt Coal